# Tropic (film)
Pour les articles homonymes, voir Tropic.
Pour plus de détails, voir Fiche technique et Distribution.
Tropic est un film dramatique français réalisé par Édouard Salier et sorti en 2022.

## Synopsis
Deux jumeaux font partie d’un programme militaire qui vise à former les meilleurs astronautes de demain. Mais l'un d'entre-eux est contaminé par un élément toxique qui le transforme physiquement et mentalement.

## Fiche technique
Sauf indication contraire, les informations mentionnées dans cette section peuvent être confirmées par les bases de données cinématographiques IMDb et Allociné,  présentes dans la section « Liens externes ».
- Titre original : Tropic
- Réalisation : Édouard Salier
- Scénario : Édouard Salier, Mauricio Carrasco
- Décors : Pascal Le Guellec
- Costumes : Élise Bouquet, Reem Kuzayli
- Photographie : Mathieu Plainfossé
- Montage : Julien Perrin
- Son : Séverin Favriau, Émeline Aldeguer et Stéphane Thiébaut
- Musique : SebastiAn
- Production : Ninon Chapuis, Jean-Michel Rey
- Sociétés de production : Rezo Films, Pictanovo, Digital District
- Société de distribution : Rezo Films (France)
- Pays de production :  France
- Langue originale : français
- Format : couleur — 16 mm[1] — 2,35:1
- Genre : drame
- Durée : 110 minutes
- Dates de sortie :
  - États-Unis : 23 septembre 2022 (Fantastic Fest, Austin)[2]
  - France : 18 avril 2023 (Les Intergalactiques, Villeurbanne)[3] ; 2 août 2023 (en salles)
  - Suisse : 1er juillet 2023 (Festival international du film fantastique de Neuchâtel)

## Distribution
- Pablo Cobo : Lázaro Guerrero
- Louis Peres : Tristán Guerrero
- Marta Nieto : Mayra Guerrero
- Marvin Dubart : Louis Delaporte
- Alane Delahaye : Oscar
- Victor Robert : Charles
- Fanta Kebe : Leela
- Isis Guillaume : Chloé
- Jacques Martial : le directeur d'Espacétude
- Stéphane Brel : l'intervenant du concours